# Simon Weinhuber
Simon Weinhuber (* 26. März 1918 in München; † 28. Oktober 1995 in Walpertskirchen) war ein deutscher Landwirt und Politiker (BP).

## Leben
Weinhuber besuchte von 1927 bis 1932 die Klosterschule Algasing. Danach arbeitete er in der Landwirtschaft und absolvierte die Ackerbauschule Landsberg am Lech. 1938 wurde er zum Reichsarbeitsdienst, 1939 zum Kriegsdienst eingezogen. 1945 übernahm er den Vorsitz der Molkereigenossenschaft Erding eG. Zwei Jahre später gehörte er im Landkreis Erding zu den Gründern der Bayernpartei. 1952 wurde er ebendort stellvertretender Landrat. Von 1950 bis 1966 gehörte er dem Bayerischen Landtag an. 1967 war er kommissarischer Vorsitzender der Bayernpartei. Von 1964 bis 1978 war er Landrat des Landkreises Erding.
Am 13. Januar 1964 wurde er mit dem Bayerischen Verdienstorden ausgezeichnet.